# Ким Колинс
Ким Колинс (енгл. Kim Collins; Сент Питер Бастер, 5. април 1976) је атлетичар и спринтер који наступа за карипску државу Свети Китс и Невис. Године 2003. освојио је титулу светског првака у трци на 100 метара. Наступао је за своју земљи на Олимпијским играма 4 пута (од 1996. до 2008). На светским првенствима у атлетици на отвореном наступао је чак 8 пута за редом (од 1997. до 2011).

## Каријера
Дебитантски наступ на великом такмичењу Колин је имао на Светском првенству 1997. у Атини, али није успео да прође квалификације у трци на 100 метара. На Летњим олимпијским играма 2000. године у Сиднеју пласирао се у финале трке на 100 метара. Иако је на тој трци освојио тек 7. место ушао је у анале атлетике своје земље као први атлетичар са Светог Китса и Невиса који се пласирао у финале неке атлетске дисциплине. Већ наредне године, на Светском првенству у Едмонтону освојио је и прву медаљу - бронзу у трци на 200 метара.
До прве титуле дошао је на Играма Комонвелта 2002. године у Манчестеру када је освојио златну медаљу у трци на 100 метара. Међутим након трке био је позитиван на допинг тесту. Касније је доказано да је спорна супстанца део лека против астме који је Колинс годинама користио, тако да је прошао без казне.

### Титула светског првака
Највећи успех у каријери направио је на Светском првенству 2003. у Паризу (Француска) у трци на 100 метара. Главни фаворит трке Американац Морис Грин (тада актуелни светски и олимпијски победник) је испао у полуфиналу, и Колину је пут ка титули био отворен. У веома неизвесној финалној трци где је разлика између четири првопласирана спринтера износила свега 0,02 сек Колинс је успео да први прође кроз циљ. Тако, не само да је дошао до прве титуле светског првака него је освојио и прву златну медаљу на светским првенствима за Свети Китс и Невис. На наредном Светском првенству 2005. у Хелсинкију освојио је треће место са 10,05 секунди. На Олимпијским играма у Пекингу 2008. у трци на 200 метара заузео је 6. место.
Након ране елиминације на Светском првенству 2009. у Берлину, где је испао у четвртфиналу објавио је да се повлачи из атлетике.

### Повратак у такмичење
Међутим 29. јануара 2011. Колинс се вратио такмичењима, и на дворанском митингу у Глазгову (Шкотска) заузео је 4. место у трци на 200 метара, а убрзо после освојио је и титулу у истој дисциплини на митингу у Москви (Русија). На дворанском митингу у Диселдорфу успео је да у дисциплини 60 метара постави нови лични и национални рекорд за СКН од 6,52 секунде. Већ пар дана касније, у Карлсруеу ту границу је спустио на 6,20 секунди.
Сјајна дворанска сезона почетком 2011. кулминирала је освајањем две медаље на Светском првенству 2011. у Тегуу (Јужна Кореја). У трци на 100 метара тријумфовао је у својим групама и у квалификацијама и у полуфиналу да би у финалу завршио на трећем месту са бронзаном медаљом. У финалу трке штафета 4 х 100 метара освојио је бронзану медаљу за СКН а време од 38,49 с је само 0,02 сек било боље од старог националног рекорда СКН.

## Статистика
| Дисциплина          | Датум              | Место               | Време (Секунде) |
| ------------------- | ------------------ | ------------------- | --------------- |
| 50 метара (дворана) | 10. фебруар 2009.  | Лијевен, Француска  | 5,75            |
| 55 метара (дворана) | 24. фебруар 2001.  | Рино (Невада), САД  | 6,24            |
| 60 метара (дворана) | 13. фебруар 2011.  | Карлшруе, Немачка   | 6,50            |
| 100 метара          | 27. јул 2002.      | Манчестер, Енглеска | 9,98            |
| 200 метара          | 9. август 2001.    | Едмонтон, Канада    | 20,20 (НР)      |
| 4x100 метара        | 4. септембар 2011. | Тегу, Јужна Кореја  | 38,47 (НР)      |

- Сви подаци су са ИААФ профила Кима Колинса[7]

## Занимљивости
Одлуком Владе државе Свети Китс и Невис, а због заслуга у промоцији земље и као награда за златну медаљу из Париза 2003. 25. август је проглашен као дан Кима Колинса на територији СКН-а.